# Takashi Kogure
Takashi Kogure, né le 1er août 1980 à Kanagawa (Japon), est un pilote automobile japonais. Il participe depuis 2003 aux championnats de Formula Nippon et de Super GT.

## Biographie
Takashi Kogure fait ses débuts en monoplace en 2001 dans le championnat du Japon de Formule 3. Après une saison d'apprentissage au sein de l'écurie Now Motorsports, il passe en 2002 chez Dome, avec qui il décroche le titre, remportant 11 des 20 courses du championnat. Il brille également en fin de saison lors des rendez-vous internationaux en terminant deuxième du Super Prix de Corée derrière Olivier Pla, puis troisième du Grand Prix de Macao derrière Tristan Gommendy et Heikki Kovalainen.
En 2003, Kogure accède simultanément aux championnats de Formula Nippon ainsi qu'au All-Japan GT Championship (désormais baptisé Super GT). En Formula Nippon, après une première victoire en 2004 (à Suzuka avec le Nakajima Racing), il doit attendre 2007 pour renouer avec le succès et pour s'affirmer comme un candidat au titre de champion. Sa belle saison 2007 (3e du championnat avec 3 victoires) lui vaut d'ailleurs d'être intégré à l'écurie Honda F1 en tant que pilote essayeur et d'effectuer ses premiers tours de roue en F1 au mois de janvier 2008 sur le tracé routier de Valence en Espagne.

## Palmarès
- Champion du Japon de Formule 3 en 2002
- Champion de Super GT en 2010